# Alex Epstein
Alexander Joseph Epstein, né le 1er août 1980, est un écrivain américain, fondateur et président du Center for Industrial Progress (en français : Centre pour le progrès industriel). Il a écrit The Moral Case for Fossil Fuels (Le Cas moral des combustibles fossiles), publié en 2014.

## Biographie

### Enfance et études
Alex J. Epstein a grandi à Chevy Chase, dans le Maryland et a fréquenté les écoles publiques du comté de Montgomery. Il cite le roman La Grève de Ayn Rand et les livres de Thomas Sowell comme ses plus grandes influences. 
A l'université Duke, Alex J. Epstein étudie la philosophie et l'informatique et obtient un baccalauréat universitaire es arts. Il est, également, pendant deux ans le rédacteur en chef et l'éditeur du journal universitaire The Duke Review. 

### Activités professionnelles

#### Institut Ayn Rand
Entre 2004 et 2011, Alex J. Epstein devient écrivain et membre de l'Institut Ayn Rand, où il promeut les romans et la philosophie de l'objectivisme théorisée par l'auteur.

#### Center for Industrial Progress
En 2011, Alex J. Epstein fonde le Center for Industrial Progress (CIP), un think-tank qui défend l'idée d'apporter « une nouvelle révolution industrielle ».
Selon le groupe de pression la consommation de combustibles fossiles ne nuit pas à la vie sur Terre mais au contraire elle amènerait le progrès en matière de santé et de sécurité publiques.